# Szputnyik–10
A Szputnyik–10-t (oroszul: Спутник–10) a Vosztok űrhajó ötödik prototípusának repülése.

## Küldetés
Televíziós közvetítéssel folyamatosan ellenőrizték, követték a teljes próba eseményeit. A Szputnyik–9 és a Szputnyik–10 sikere alapján megvolt az alap a tényleges, emberes küldetésre.

## Jellemzői
1961. március 25-én a bajkonuri űrrepülőtér 1. sz. indítóállásából egy Vosztok K (8K72K) típusú hordozórakétával juttatták alacsony Föld körüli pályára. Az orbitális egység pályája 88,4 perces elliptikus pálya-perigeuma 164 kilométer, apogeuma 230 kilométer volt. Hasznos tömege 4695 kilogramm. 1961. március 25-én egyetlen Föld körüli repülést követően a vezérlőközpont irányításával automatikusan megkezdte a hagyományos ballisztikus, ejtőernyős visszatérést. A visszatérő kapszulából a próbababát katapultálták, de a Zvjozdocska nevű kutya az űrkabinban folytatta a leereszkedést. A kísérleti repülés teljes sikert hozott.
A Vosztok-program keretében a Vosztok–1 volt a történelem első olyan űrrepülése, amely során egy űrhajós, Jurij Gagarin jutott el a világűrbe. Ő lett az első ember a történelemben, aki elhagyta a Föld légkörét.

## Személyzet
Zvjozdocska  (Csillagocska) nevű kutya, műszerekkel felszerelt életnagyságú bábu (orosz beceneve: Ivan Ivanovics), valamint egerek és tengerimalacok.

## Külső hivatkozások
- NSSDC Catalog – Sputnik 10 (angol nyelven). NASA. (Hozzáférés: 2011. november 9.)

| Elődje: Szputnyik–9 | Szputnyik–10 1961 | Utódja: Vosztok–1 |